# Diaphorus lamellatus
Diaphorus lamellatus är en tvåvingeart som beskrevs av Friedrich Hermann Loew 1864. Diaphorus lamellatus ingår i släktet Diaphorus och familjen styltflugor. Inga underarter finns listade i Catalogue of Life.